# Надьєрдеї (стадіон)
«Надьєрдеї» (угор. Nagyerdei Stadion, укр. стадіон «Великий ліс») — футбольний стадіон в Дебрецені, Угорщина, є домашнім стадіоном футбольного клубу «Дебрецен». Відкритий 1 травня 2014 року. Місткість стадіону складає 20 340 місць, що робить його третім по місткості стадіоном Угорщини.

## Історія
Старий стадіон був збудований на цьому місці в 1934 році. Відкриття стадіону відбулося 24 червня 1934 у матчі кубка Мітропи «Бочкаї» — «Болонья», що завершився перемогою господарів з рахунком 2:1. До 2013 року на ньому виступали дві команди з Дебрецена: ФК «Бочкаї» та СК «Дебрецен».
В 2010 році було прийнято рішення про будівництво нового стадіону на місці старого. Будівництво почалось 29 січня 2013 року. Стадіон був відкритий 1 травня 2014 року. Першим офіційним матчем на новій арені був зіграний 10 травня. Гра між СК «Дебрецен» та ФК «Уйпешт» закінчилась з рахунком 3:1 на користь господарів.
22 травня 2014 року на стадіоні відбувся товариський матч між збірними Угорщини та Данії, який закінчився внічию 2:2.